# Tomašič
Tomašič je priimek več znanih Slovencev:
- Anton Tomašič (*1937), televizijski in filmski režiser
- Armin Tomašič - Bato (1934-2022), veterinar, univ. prof.
- Boris Tomašič (*1967), menedžer, novinar, TV-voditelj
- Igor Tomašič (*1964), visoki podčastnik SV in veteran vojne za Slovenijo.
- Zala Tomašič (*1995), televizijska voditeljica, političarka